# Samsung Techwin
Компания Samsung Techwin — одно из направлений работы всемирно известной корпорации Samsung Group. Организация появилась в 1977 году. Историческое решение выделить разработку и производство оборудования систем безопасности в отдельную область развития и сделать её приоритетным направлением, было принято в 2008 году. Hanwha Aerospace Co., Ltd. работает как компания по производству запчастей для самолётов. Компания производит и реализует продукцию авиационных газотурбинных двигателей, авиакомпрессоры, турбины низкого давления и другую продукцию. В декабре 2014 года Samsung Electronics объявила о продаже своей доли в подразделении безопасности Samsung Techwin южнокорейскому конгломерату Hanwha Group. 29 июня 2015 года Hanwha завершила сделку по поглощению и переименовала её в Hanwha Techwin.